# Morgan Schneiderlin
Morgan Schneiderlin (Zellwiller, 8 de noviembre de 1989) es un exfutbolista francés que jugaba de centrocampista.
Comenzó su carrera en el Racing Estrasburgo, antes de trasladarse a Inglaterra para unirse al Southampton en junio de 2008. Hizo 260 apariciones en todas las competiciones en las siete temporadas que estuvo en el club, y en los equipos que ganaron promociones consecutivas para llegar a la Premier League. Luego se unió al Manchester United en julio de 2015.
Después de representar a su nación en todos los niveles desde la sub-16 en adelante, Schneiderlin hizo su debut con la selección absoluta en 2014, y ese mismo año jugó para Francia en la Copa Mundial 2014.

## Trayectoria

### Racing Estrasburgo
Schneiderlin comenzó a jugar al fútbol con sus amigos en el equipo local de SR Zellwiller, pero comenzó su carrera más tarde con el principal club de la región el Racing Estrasburgo, donde comenzaría en las categorías inferiores en 1995, después de que miembros de su familia lo llevaron a una de las sesiones de exploración del club cuando tenía cinco años de edad. Después de 10 años en movimiento a través de las categorías inferiores, firmó su primer contrato profesional con el club en 2005 y debutó en el equipo B de ese mismo año. En 2006, hizo su debut profesional con el primer equipo y lo llevó a hacer cuatro apariciones más para el club, antes de ser vendido tras el descenso del club durante la temporada 2007-08.

### Southampton F. C.
Schneiderlin fue transferido al Southampton de la Football League Championship de Inglaterra el 27 de junio de 2008, después de haber firmado un contrato de cuatro años. Se unió a Southampton a pesar de recibir una oferta de rivales locales el Portsmouth, un equipo de la Premier League. Hizo su debut en la derrota por 2-1 de visitante ante el Cardiff City el 9 de agosto de 2008.
El francés anotó su primer gol con el Southampton contra él Bristol Rovers el 13 de abril de 2010, el partido terminó con una victoria 5-1. Schneiderlin firmó un nuevo contrato con los Saints el 19 de agosto de 2011, para mantenerlo en el club hasta el verano de 2014. El 24 de septiembre, salió de la banca para anotar su segundo gol con el club en el empate 1-1 ante el Burnley. Marcó en un esfuerzo de 32 metros en la victoria por 3-0 ante el Nottingham Forest, lo que significa que había marcado más de un gol en una temporada por primera vez en el Southampton.
Tras el ascenso a la Premier League, mantuvo su lugar en el club, jugando los 90 minutos del primer partido contra el Manchester City. El 2 de septiembre de 2012, marcó un gol ante el Manchester United, dando a su equipo una ventaja de 2 a 1, pero el club finalmente cayó 3 a 2 con un hat-trick de Robin van Persie. Siguió marcando en casa, esta vez en el empate 1 a 1 contra el Swansea City el 10 de noviembre.
El 16 de enero de 2013, fue capitán del Southampton, en una remontada que les dio el empate 2 a 2 contra el campeón europeo Chelsea en Stamford Bridge. Anotó su tercer gol en la Premier League en el empate 2-2 contra él Wigan Athletic el 2 de febrero, ayudando al Southampton a regresar de un gol en contra.
El 25 de febrero de 2013, Schneiderlin firmó una nueva extensión de contrato para mantenerse en el Southampton hasta el verano de 2017. Al final de la temporada, Schneiderlin fue acreditado como uno de los mejores centrocampistas holding en Inglaterra. Fue escogido como el 'Jugador de los fanes' al final de la temporada.
Schneiderlin marcó dos goles en la victoria por 3 a 1 ante el West Ham United el 30 de agosto de 2014, igualando su cuenta goleadora de la temporada anterior. Anotó su tercer gol de la temporada contra el Newcastle United el 13 de septiembre, al final tuvo una discusión con el arquero belga Tim Krul, el encuentro terminó con los Saints ganando 4 a 0. El 28 de diciembre, fue expulsado a dos minutos del final de un empate 1 a 1 en casa ante el Chelsea. Sufrió una lesión en la rodilla contra el Tottenham el 25 de abril de 2015, por lo que se perdería el resto de la temporada.

### Manchester United F. C.
El 13 de julio de 2015, el Manchester United completó el traspaso de Schneiderlin por un monto de 24 millones de libras. Debutó cuatro días después de la firma, anotando el único gol del United en la victoria contra el América de México en el CenturyLink Field de Seattle en su gira de pretemporada.

## Selección nacional

### Juvenil
Schneiderlin ha sido internacional con la selección de Francia a nivel sub-16, sub-17, sub-18 donde fue el capitán, sub-19, sub-20. Con la sub-21 disputó el Torneo Esperanzas de Toulon de 2010.
En marzo de 2006, fue elegido por Francia para jugar en el campeonato de la UEFA Europa Sub-17 2007, su debut fue contra la República Checa. Jugó en otros dos partidos.
El 25 de mayo de 2009, fue seleccionado por el equipo sub-20 para participar en los Juegos del Mediterráneo 2009. Schneiderlin aparece en tres de los cuatro partidos disputados con Francia que terminó en el quinto lugar. Al año siguiente, apareció con el equipo Sub-20 en el torneo Torneo Esperanzas de Toulon de 2010. En el partido inaugural del torneo contra Colombia, Schneiderlin anotó el primer gol en el minuto 34, ayudando a su equipo a ganar el partido 2-0.
En julio de 2010, formó parte del equipo de Francia, que intentó clasificarse para la Eurocopa Sub-21 de 2011. Jugó contra Malta en la victoria por 2-0 bajo el mando del entrenador Erick Mombaerts.

### Selección absoluta
En noviembre de 2013, varios medios de comunicación británicos informaron que Schneiderlin podría representar a Inglaterra. En virtud del artículo 8.1, Reglamento de Aplicación de los Estatutos de la FIFA, Schneiderlin sólo puede representar a Francia a nivel internacional ya que ha jugado en varios niveles de edad en competiciones UEFA antes de obtener la ciudadanía británica.
El 13 de mayo de 2014, el entrenador de Francia, Didier Deschamps llamó a Schneiderlin en la lista provisional del equipo para la Copa Mundial de Fútbol de 2014 en Brasil. Fue llamado más tarde tras la retirada de los lesionados Franck Ribéry y Clément Grenier. El 8 de junio Schneiderlin hizo su debut internacional, en sustitución de Karim Benzema durante los tres últimos minutos de un partido amistoso contra Jamaica con resultado de 8-0 en Lille.
Su debut en la Copa Mundial llegó 17 días después, cuando jugó los 90 minutos de un empate 0 a 0 contra Ecuador en el Estadio Mané Garrincha de Brasilia. Deschamps hizo seis cambios para el último partido de grupos debido a la buena forma que tuvo de Francia. Esta fue su única aparición en el torneo, en el que Francia alcanzó los cuartos de final.

### Participaciones en Copas del Mundo
| Mundial           | Sede   | Resultado        | Partidos | Goles |
| ----------------- | ------ | ---------------- | -------- | ----- |
| Copa Mundial 2014 | Brasil | Cuartos de final | 1        | 0     |

## Estadísticas

### Clubes
Actualizado al último partido jugado en su carrera deportiva.
| Club                               | Temporada     | Div.          | Liga  | Liga  | Copas nacionales | Copas nacionales | Copas internacionales | Copas internacionales | Total | Total |
| Club                               | Temporada     | Div.          | Part. | Goles | Part.            | Goles            | Part.                 | Goles                 | Part. | Goles |
| ---------------------------------- | ------------- | ------------- | ----- | ----- | ---------------- | ---------------- | --------------------- | --------------------- | ----- | ----- |
| Racing Estrasburgo Francia         | 2006-07       | 2.ª           | 2     | 0     | ―                | ―                | ―                     | ―                     | 2     | 0     |
| Racing Estrasburgo Francia         | 2007-08       | 1.ª           | 3     | 0     | ―                | ―                | ―                     | ―                     | 3     | 0     |
| Racing Estrasburgo Francia         | Total club    | Total club    | 5     | 0     | 0                | 0                | 0                     | 0                     | 5     | 0     |
| Southampton F. C. Inglaterra       | 2008-09       | 2.ª           | 30    | 0     | 3                | 0                | ―                     | ―                     | 33    | 0     |
| Southampton F. C. Inglaterra       | 2009-10       | 3.ª           | 37    | 1     | 6                | 0                | ―                     | ―                     | 43    | 1     |
| Southampton F. C. Inglaterra       | 2010-11       | 3.ª           | 27    | 0     | 3                | 0                | ―                     | ―                     | 30    | 0     |
| Southampton F. C. Inglaterra       | 2011-12       | 2.ª           | 42    | 2     | 5                | 0                | ―                     | ―                     | 47    | 2     |
| Southampton F. C. Inglaterra       | 2012-13       | 1.ª           | 36    | 5     | 1                | 0                | ―                     | ―                     | 37    | 5     |
| Southampton F. C. Inglaterra       | 2013-14       | 1.ª           | 33    | 2     | 3                | 0                | ―                     | ―                     | 36    | 2     |
| Southampton F. C. Inglaterra       | 2014-15       | 1.ª           | 26    | 4     | 4                | 1                | ―                     | ―                     | 30    | 5     |
| Southampton F. C. Inglaterra       | Total club    | Total club    | 231   | 14    | 25               | 1                | 0                     | 0                     | 256   | 15    |
| Manchester United F. C. Inglaterra | 2015-16       | 1.ª           | 29    | 1     | 3                | 0                | 7                     | 0                     | 39    | 1     |
| Manchester United F. C. Inglaterra | 2016-17       | 1.ª           | 3     | 0     | 3                | 0                | 2                     | 0                     | 8     | 0     |
| Manchester United F. C. Inglaterra | Total club    | Total club    | 32    | 1     | 6                | 0                | 9                     | 0                     | 47    | 1     |
| Everton F. C. Inglaterra           | 2016-17       | 1.ª           | 14    | 1     | ―                | ―                | ―                     | ―                     | 14    | 1     |
| Everton F. C. Inglaterra           | 2017-18       | 1.ª           | 30    | 0     | 1                | 0                | 9                     | 0                     | 40    | 0     |
| Everton F. C. Inglaterra           | 2018-19       | 1.ª           | 14    | 0     | 2                | 0                | ―                     | ―                     | 16    | 0     |
| Everton F. C. Inglaterra           | 2019-20       | 1.ª           | 15    | 0     | 3                | 0                | ―                     | ―                     | 18    | 0     |
| Everton F. C. Inglaterra           | Total club    | Total club    | 73    | 1     | 6                | 0                | 9                     | 0                     | 88    | 1     |
| O. G. C. Niza Francia              | 2020-21       | 1.ª           | 28    | 0     | 2                | 0                | 5                     | 0                     | 35    | 0     |
| O. G. C. Niza Francia              | 2021-22       | 1.ª           | 20    | 0     | 4                | 0                | ―                     | ―                     | 24    | 0     |
| O. G. C. Niza Francia              | 2022-23       | 1.ª           | 0     | 0     | 0                | 0                | 0                     | 0                     | 0     | 0     |
| O. G. C. Niza Francia              | Total club    | Total club    | 48    | 0     | 6                | 0                | 5                     | 0                     | 59    | 0     |
| Western Sydney Wanderers Australia | 2022-23       | 1.ª           | 12    | 2     | ―                | ―                | ―                     | ―                     | 12    | 2     |
| Western Sydney Wanderers Australia | Total club    | Total club    | 12    | 2     | 0                | 0                | 0                     | 0                     | 12    | 2     |
| Kifisia F. C. · Grecia             | 2023-24       | 1.ª           | 9     | 1     | 0                | 0                | ―                     | ―                     | 9     | 1     |
| Kifisia F. C. · Grecia             | Total club    | Total club    | 9     | 1     | 0                | 0                | 0                     | 0                     | 9     | 1     |
| Total carrera                      | Total carrera | Total carrera | 410   | 19    | 43               | 1                | 23                    | 0                     | 476   | 20    |
| 1. 2.                              |               |               |       |       |                  |                  |                       |                       |       |       |

### Selección nacional
Actualizado al último partido en su carrera deportiva.
| Francia       |               |    |   |
| 2014          | 7             | 0  |   |
| 2015          | 8             | 0  |   |
| Total carrera | Total carrera | 15 | 0 |

## Palmarés

### Títulos nacionales
| Título           | Club                    | País       | Año  |
| ---------------- | ----------------------- | ---------- | ---- |
| FA Cup           | Manchester United F. C. | Inglaterra | 2016 |
| Community Shield | Manchester United F. C. | Inglaterra | 2016 |